# Émilie Lerou

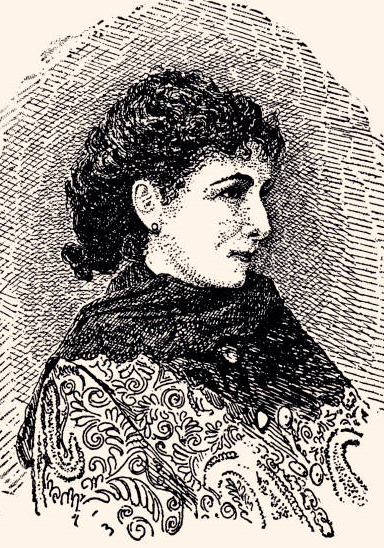
Émilie Lerou (1893)

Émilie Lerou (* 1855; † 1935) war eine französische Schriftstellerin und Schauspielerin. Ihren einzigen bekannten Roman Hiésous (deutsch Jesus) veröffentlichte sie unter dem Pseudonym Pierre Nahor. Der Roman erfuhr in der Forschung zu Darstellungen des Lebens Jesu einige Beachtung und brachte ihr eine Nominierung für den Nobelpreis für Literatur ein.

## Leben und Werk

### Lerou als Schauspielerin
Lerou wurde 1855 als Tochter von Hermine Bizot und M. Lerou geboren. Ihre Schauspielausbildung erhielt sie bei Louis-Arsène Delaunay. Mit etwa 24 Jahren gewann sie 1879 für eine Rolle in Pierre Corneilles Rodogune den ersten Preis eines Theaterwettbewerbs für Tragödien am Pariser Konservatorium. Ab 1880 war sie Teil des Ensembles der Comédie-Française. Sie debütierte bei einer Inszenierung unter der Regie von Émile Perrin. 1881 war sie in der Rolle der Iokaste Teil einer Inszenierung von Sophokles’ König Ödipus, die als „Meilenstein“ in der Aufführungsgeschichte des Werkes gilt. Ironischerweise war Lerou zu diesem Zeitpunkt Mitte zwanzig und damit über zehn Jahre jünger als Jean Mounet-Sully, der Iokastes Sohn Ödipus spielte. Obgleich die Inszenierung auch noch nach Jahrzehnten bekannt war, Mounet-Sully für den Rest seiner Karriere mit seiner Interpretation des Ödipus verbunden wurde und auch Lerou von der zeitgenössischen Kritik für ihre Darstellungsleistung gelobt wurde, wurde sie in späteren Darstellungen der Inszenierung meist nur am Rande erwähnt. 1888 beendete sie zunächst ihre Laufbahn an der Comédie-Française, laut dem Archiv des Theaters durch ihren Ausschluss (éviction) aus dem Ensemble.
Als Schauspielerin wirkte sie neben der Comédie-Française auch an anderen Theatern, unter anderem am Théâtre national de l’Odéon, an Pariser Boulevardtheatern und an verschiedenen Theatern in der Provinz. 1889 trat sie am Théâtre de l’Ambigu-Comique in zwei Stücken von Xavier de Montépin auf. Großen Erfolg hatte sie in der Schweiz in einer Inszenierung von William Shakespeares Hamlet. Weitere Auftritte in Hamlet folgten in Belgien. 1892 kehrte sie an die Comédie-Française zurück, nachdem sie das Theater als eine der „reines de tragédie“ (in etwa Tragödienköniginnen) verpflichtet hatte. Zehn Jahre später, 1902, verabschiedete sie sich zum zweiten Mal aus dem Ensemble. Für 1902 findet sie sich in der Besetzungsliste einer Aufführung von Victor Hugos La Grand’mère am Théâtre national de l’Odéon. 1903 gab Lerou für eine Galavorstellung von Victor Hugos Les Burgraves in der Rolle der Guanhumara ein Gastspiel am Teatro Valle, wurde aber in einer entsprechenden Ankündigung nach wie vor als Teil des Ensembles der Comédie-Française aufgeführt.

### Lerou als Schriftstellerin
Neben der Schauspielerei betätigte sich Lerou auch als Schriftstellerin. Sie veröffentlichte ihren einzigen bekannten Roman Hiésous unter dem Pseudonym Pierre Nahor. Davon abweichend gibt der Historiker Lenard R. Berlanstein Pierre Nakor als Pseudonym Lerous an. Der französische Schriftsteller Marcel Schwob schrieb ein Vorwort. Nach Albert Schweitzer erzählt der Roman auf Basis des Evangeliums nach Johannes ein fiktives Leben von Jesus von Nazaret, der auf Einladung eines Brahmanen mit Landbesitz nahe Nazareth nach Ägypten reist und dort in ägyptischen, essenischen und indischen Traditionen unterrichtet wird. Die Handlung des Romans setzt mit Jesu Schaffen als Prediger in Galiläa rund um den See Genezareth fort. Der Erfolg der literarischen Figur als Prediger scheint auf die in Ägypten unter anderem erworbene Fähigkeit der Hypnose zurückzugehen. Maria Magdalena taucht im Roman als Kurtisane aus Tiberias auf, die von Jesus geheilt wird und anschließend nach Magdala zieht. Die Wundersame Brotvermehrung erklärt der Erzähler dadurch, dass die Einwohner von Tiberias – das Jesus selbst im Buch nie besucht, dessen Einwohner aber trotzdem Anhänger seiner Predigten sind – kleine Boote mit Brot und Fisch über den See Genezareth geschickt haben sollen, wo sie von Jesus und seinen Jüngern unbemerkt zur „Vermehrung“ eingesetzt wurden. Auch die Kreuzigung Jesu und sein Tod weichen in Lerous Roman von den üblichen Versionen ab; Jesus überlebt die Kreuzigung, weil er dank einer „kataleptische[n] Erstarrung“ tot wirkt und er Josef von Arimathäa als heimlichen Helfer gewinnen kann, der ihn nach kurzer Zeit vom Kreuz abnimmt und ihn mit Hilfe von Nikodemus in sein vorgesehenes Grab legt. Lerous Jesus wacht im Grab auf und verlässt es, begegnet anschließend seinen Jüngern, kehrt danach nach Nazareth zurück und stirbt dort im Hause des Brahmanen.

„Emilie Lerou, eine gefeierte Darstellerin klassischer Rollen und gelehrte Herausgeberin von Racines ‚Athalie‘ […] ist eines der merkwürdigsten weiblichen Phänomene, das ich kenne. Als ich den Roman ‚Jesus‘ gelesen hatte, habe ich an die Verfasserschaft einer Frau, und nun gar einer in Paris lebenden Tragödin, nicht glauben wollen […]. Mit starker konstruktiver Phantasie wird hier der Versuch unternommen, aus streng beobachteter moderner Forschungsbasis uns die Gestalt Jesu Christi in Form eines Romans menschlich und historisch begreiflich zu machen.  Dieses ist auch der Verfasserin bis zu einem hohen Grade gelungen […]. Doch ein anregungsreicheres Buch als den Jesus-Roman von Emilie Lerou wird man so leicht nicht lesen können. Deshalb sei er allen zum Genuß, zum Nachdenken und zum Widerspruch aufs eindringlichste empfohlen.“

Hiésous erhielt in der Folge in der Forschung über literarische Darstellungen von Jesu Leben einige Beachtung. Albert Schweitzer erkannte in Teilen des Romans eine Auseinandersetzung mit Lerous eigenen „religionsphilosophischen Ideen“. Das Buch verorte Jesum im Reich „der Legende und der Poesie“, der Roman stehe ferner in der Tradition der „sentimalen Beschreibungen“ von Jesu Leben und Umwelt, wie sie etwa hundert Jahre vor Lerous eigenem Roman üblich gewesen seien. Der deutsche Schriftsteller und Theologe Theodor Kappstein beschrieb als Grundlage für Lerous Erzählung vom Scheintod Jesu und besonders der Hilfe durch Josef von Arimathäa „eine scharfsinnige Auslegung des Verhaltens des Senators Joseph von Arimathia im Verkehr mit Pilatus“, was eine „ziemlich plausib[le]“ Auslegung sei. Das Christentum werde dargestellt als „wesensverwandt mit den Geheimlehren des Buddhismus“. Der Roman mache sich dabei die Lückenhaftigkeit der historischen Quellen zunutze und sei eine „blühende[] Schilderung, über die eine düfteschwere orientalische Schönheit ausgegossen“ worden sei. Der niederländische Theologe Hendrik van der Loos führt Lerous Roman als Beispiel für die literarische Rezeption von Maria Magdalena an. Die Maria-Magdalena-Erzählung in Hiésous sei allerdings „völlig unsinnig“. Ernest Gaubert und Georges Casella sprachen in ihrer Anthologie La Nouvelle littérature 1895–1905 von einem „einzigartigen“ Roman. Der französische Schriftsteller und Literaturkritiker Jules Claretie nominierte Lerou für das Werk 1904 für den Nobelpreis für Literatur. Zusammen mit der späteren Nobelpreisträgerin Selma Lagerlöf war sie nach Malwida von Meysenbug 1901 die erst zweite Frau, die für den Nobelpreis vorgeschlagen wurde. Eine mehrfach aufgelegte deutsche Übersetzung des Werkes von Walt(h)er Bloch erschien bereits 1905 bei B. Behr.
1908 veröffentlichte Lerou unter dem Titel Sous le masque. Une vie au théâtre. (deutsch etwa Unter der Maske. Ein Leben im Theater.) eine Autobiografie. In den nächsten Jahrzehnten bis kurz vor ihrem Tod veränderte und ergänzte Lerou den Text immer wieder, noch 1935 erschien eine neue Ausgabe des Werkes. Lerou erzählt ihr Leben fiktionalisiert, mit einem jungen Mädchen aus Russland als Protagonistin. André Antoine verfasste das Vorwort, auch Marcel Schwob und ihr Lehrer Louis Delauney kommen zu Wort. Die US-amerikanische Theaterwissenschaftlerin Emily Roxworthy interpretierte den Titel der Autobiografie als Versuch Lerous, den „Masken“ der von ihr als Schauspielerin gespielten Figuren zu entkommen und als Künstlerin davon unabhängig präsent zu werden. Der US-amerikanische Romanist und Mediävist Urban Tigner Holmes, Jr. rezensierte das Buch 1937 als „intimes Bild der französischen Theaterwelt, wie sie vor dem Großen Krieg [= Erster Weltkrieg] existierte“. Er beschrieb das Werk als „lebhaft und erkenntnisbereichernd“ und empfahl es als ergänzende Lektüre für Hochschulkurse zum modernen Theater. Lerou starb 1935.

## Werke
- als Pierre Nahor: Hiésous. Ollendorf, Paris 1903, OCLC 18495352.
  - Walther Bloch (Übersetzer): Jesus: ein Roman. Behr, Berlin 1905, OCLC 30603956.
- Sous le masque: une vie au théâtre. Juven, Paris 1908, OCLC 902190500.
  - Sous le masque: une vie au théâtre. Éditions Jean Crès, Paris 1935, OCLC 12127866.